# Johan Wiman
Johan Wiman, född 19 november 1975 i Stockholm, är en svensk tv-producent och programledare i TV. Rappare i gruppen Rythm Avenue med bland andra Anna Sahlin innan han gav sig in på postproduktion med musikvideor av bland annat Robyn, Spice Girls och Weeping Willows.
Han blev känd genom ZTV där han bland annat var programledare för talkshowen Wimans och dokusåpan På riktigt. Han ledde även ZTV:s sändningar från Hultsfredsfestivalen, Megafestival, Sommarstad Gotland och Vinterstad Åre. 2005 värvades han till TV4 där han bland annat ledde Idol 2005 tillsammans med Tobias Blom. Han gjorde även en del program i TV400 och TV7. Sedan 2006 har han arbetat främst med programutveckling och varit med och tagit fram program som Grannfejden, Expedition Robinson, Var fan är mitt band? Leif och Billy och Halv åtta hos mig.
Sedan 2018 driver han eget produktionsbolag Story One där han skapat och producerat långfilm, ljuddrama och tv-serier. 

## Programledarskap
- 2009: Sveriges tröttaste tävling
- 2006: Nöjesliv (TV 7)
- 2006: Klasskampen (TV400)
- 2005: Idol 2005 (TV4)
- 2005: Halvåtta (TV400)
- 2005: Grammis (TV4)
- 2003: Rockbjörnen (TV3)
- 2003-2004: På riktigt (ZTV)
- 2001-2003: Wimans (ZTV)
- 1999-2000: Toppen (ZTV)
- 1998-1999: Västmannagatan 44a (ZTV)